# Раскіна Юлія Сергіївна
Юлія Сергіївна Раскіна (9 квітня 1982 , Мінськ ) — білоруська гімнастка (художня гімнастика). Срібна призерка Олімпійських ігор у Сіднеї (2000). Дворазова чемпіонка Європи, багаторазова призерка чемпіонатів світу. Заслужений майстер спорту Республіки Білорусь (2000).

## Досягнення
- 1997 Чемпіонат світу, Берлін — 5-е місце індивідуальне багатоборство; 6-е місце скакалка; 2-е місце команда.
- 1998 Чемпіонат світу, Севілья — 3-е місце булави; 5-е місце обруч; 4-е місце стрічка; 5-е місце скакалка.
- 1999 Чемпіонат світу, Осака — 2-е місце м'яч; 3-е місце групове багатоборство; 2-е місце індивідуальне багатоборство; 2-е місце стрічка; 4-е місце скакалка; 2-е місце команда.
- 1999 Чемпіонат Європи, Будапешт — 8-е місце м'яч; 2-е місце обруч, індивідуальне багатоборство; 3-е місце стрічка; 8-е місце скакалка.
- 2000 Фінал Кубка світу, Глазго — 3-е місце м'яч, обруч, стрічка; 5-е місце скакалка.
- 2000 Чемпіонат Європи, Сарагоса 1-е місце м'яч; 4-е місце обруч; 2-е місце індивідуальне багатоборство; 3-е місце стрічка; 5-е місце скакалка.
- 2000 Олімпійські Ігри Сідней 2-е місце індивідуальне багатоборство.

### Державні нагороди
- Орден Пошани (13 жовтня 2000 року)[2]